# District de Yungang
Le district de Yungang (云冈区 ; pinyin : Yúngǎng Qū) est une subdivision administrative de la province du Shanxi en Chine. C'est un des quartiers de la ville-préfecture de Datong.